# Uner
Uner (en rus: Унер) és un poble del krai de Krasnoiarsk, a Rússia, segons el cens del 2017 tenia 938 habitants. Pertany al districte municipal d'Aguínskoie.